# Puig de Cans
El Puig de Cans és una muntanya de 108 metres que es troba al municipi de Masarac, a la comarca catalana de l'Alt Empordà.